# Safi (Malta)
Safi (malt. Ħal Safi) – jedna z jednostek administracyjnych na Malcie. 

## Zabytki
Do zabytków i atrakcji turystycznych należą m.in.
- Wieża Ta’ Ġawhar, ruiny punicko-rzymskiej wieży z III wieku p.n.e.
- Kościół Nawrócenia św. Pawła z 1744 roku
- Kościół Wniebowzięcia Najświętszej Maryi Panny z 1764 roku
- Ogrody "Ġonna tal-Kmand"

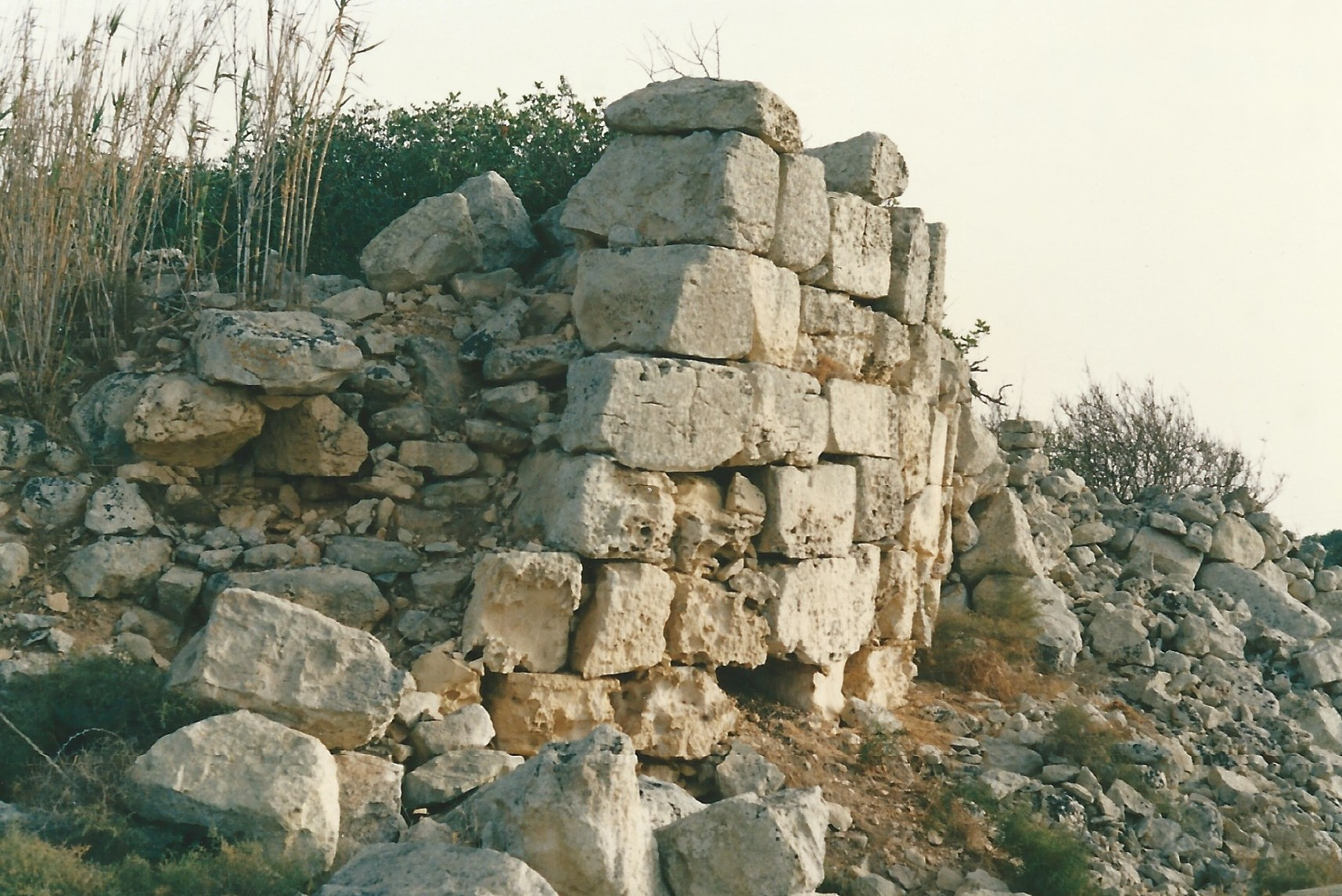
ruiny wieży Ta’ Ġawhar
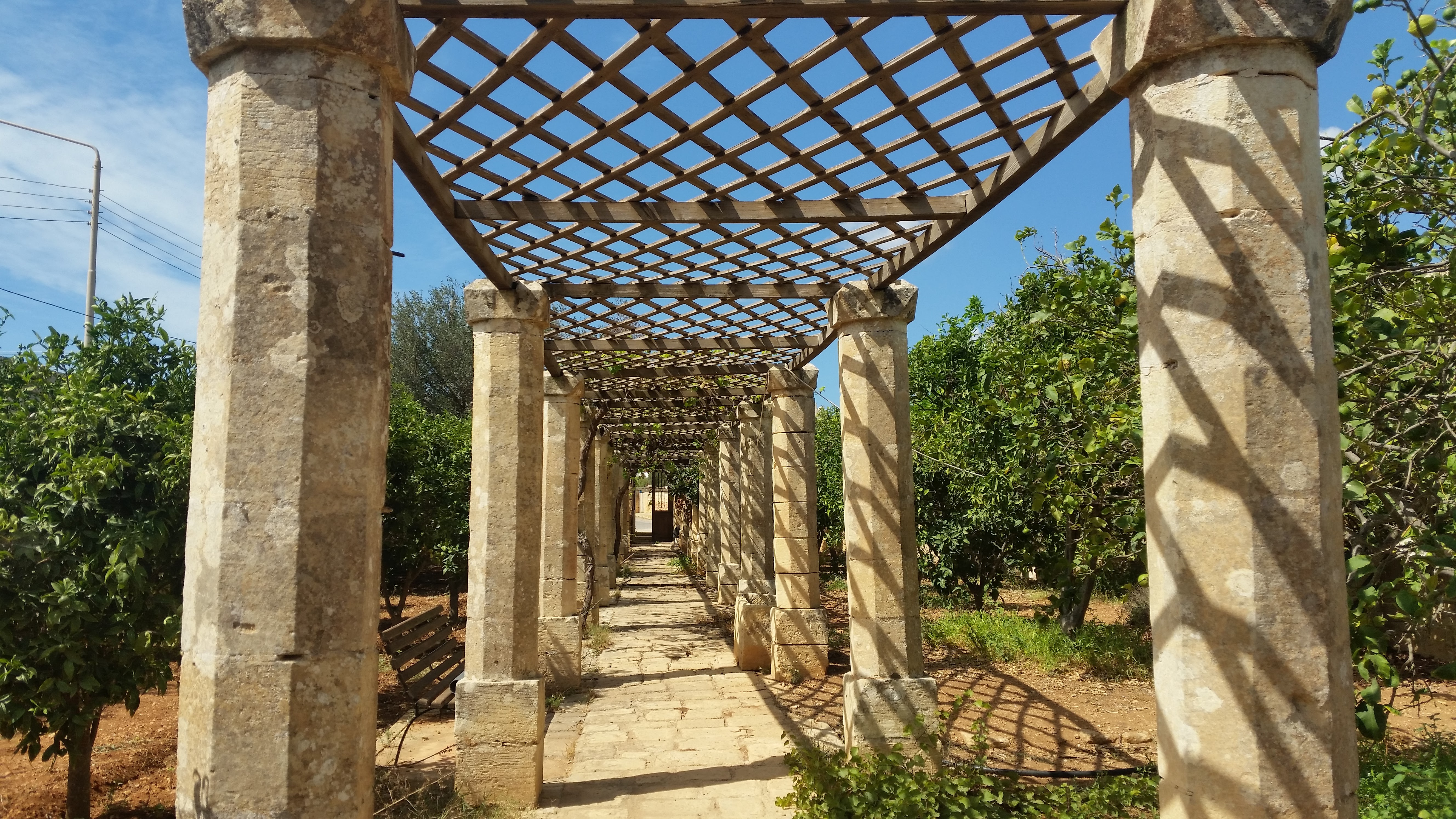
Ogrody "Ġonna tal-Kmand"
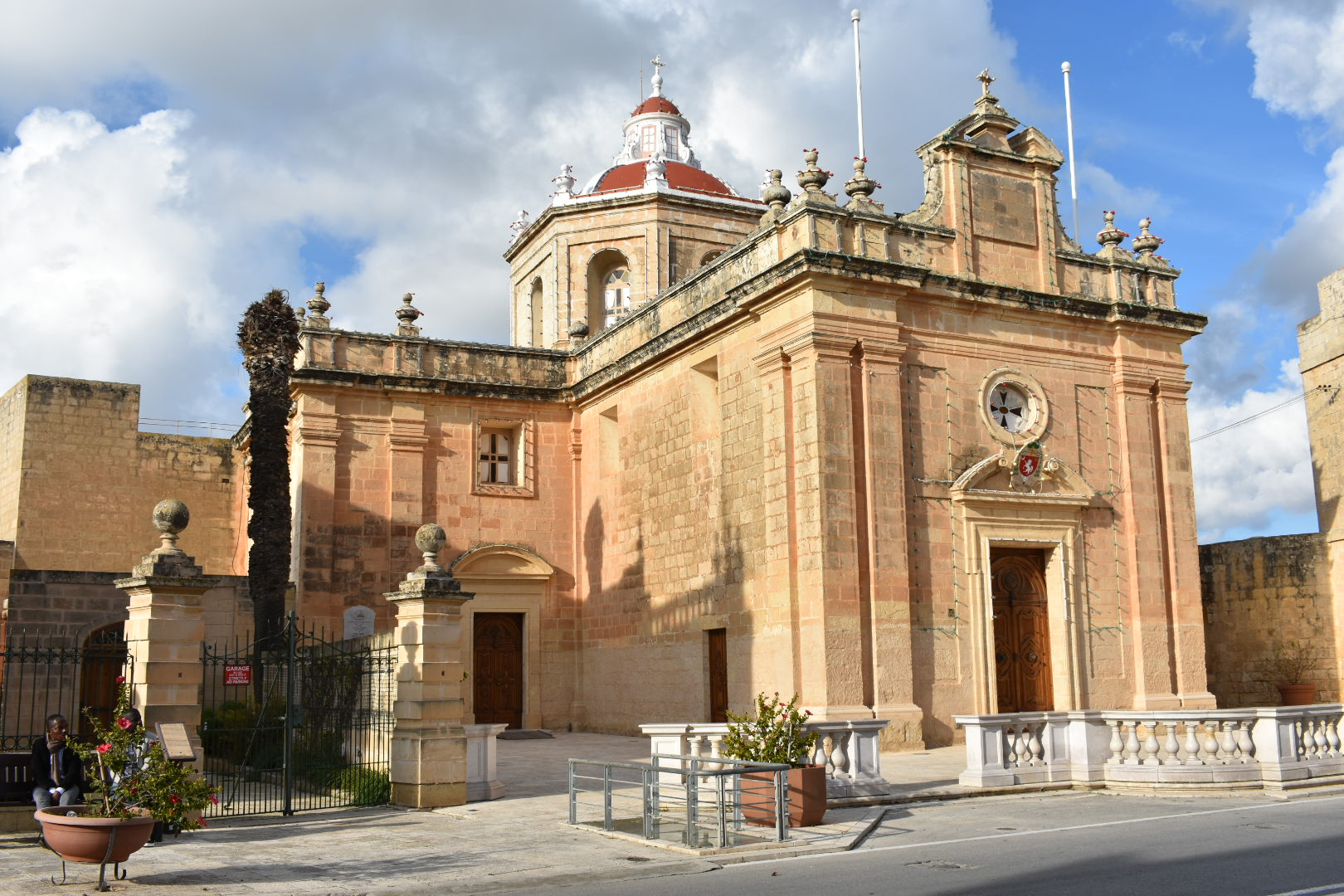
Kościół Nawrócenia św. Pawła w Safi
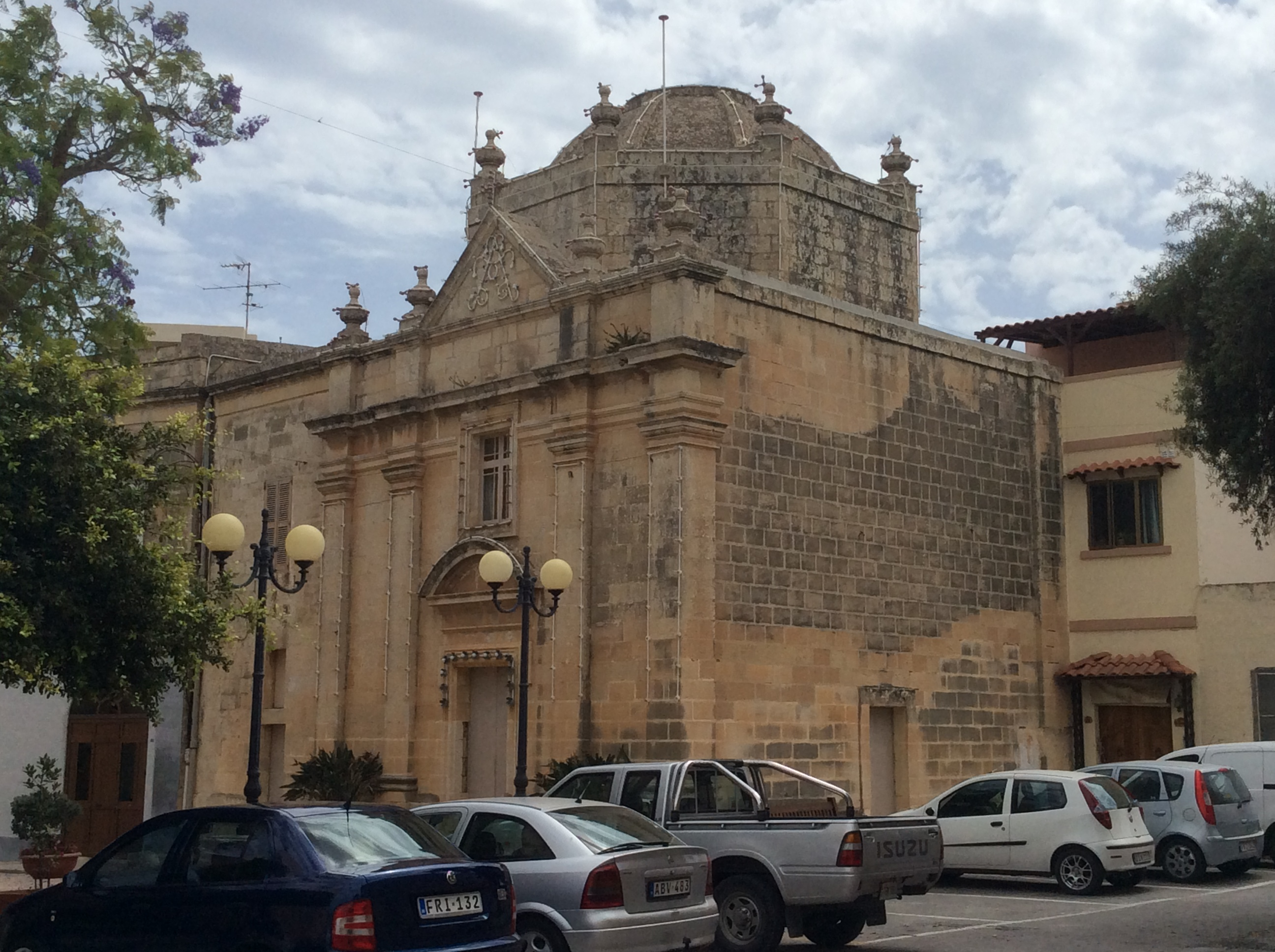
Kościół Wniebowzięcia Najświętszej Maryi Panny